# 乌鲁木齐航空站
乌鲁木齐航空站（维吾尔文：ئۈرۈمچى ئايروپورتى，新疆机场历史陈列馆所在地）是中国新疆乌鲁木齐最早建设的航空站，位于中华人民共和国新疆维吾尔自治区乌鲁木齐市新市区。
航空站最早由中苏航空公司于20世纪30年代末40年代初修建，起先作为地窝堡机场（乌鲁木齐天山国际机场的前身）的候机室、调度指挥室、办公室等所在地。建筑后作为民航急救中心办公室，2019年起，建筑改作为新疆机场历史陈列馆所在地。乌鲁木齐航空站是坐西朝东的二层砖木结构建筑，是建筑面积约567平方米的具有苏式建筑特色的建筑，外墙为红色，屋顶为绿色。2015年，乌鲁木齐航空站以“乌鲁木齐航空站塔台”的名义被列为第六批乌鲁木齐市文物保护单位。
2019年开设的新疆机场历史陈列馆展出有数千张图片、实物等展品，展示了新疆民航、机场集团的发展历程。2022年被列入首批新疆维吾尔自治区特色博物馆名单。

## 建造历史
中国抗日战争时期，中国多地的国际航空线被日军封锁。为开辟国际空中通道、维持国际援华物资供给，中华民国政府交通部与苏联民用航空管理总局于民国二十八年（1939年）9月9日，签订《中苏关于组设哈密、阿拉木图间定期飞航合约》，组建中苏航空公司以运营哈密到阿拉木图的航线。公司在迪化（今乌鲁木齐市）设经理部，将地窝堡机场设为总航站（彼时也称其为中苏机场）。
在此之前，地窝堡的机场只是在平地上进行标记，在机场附近建有土房供看守居住。为保障航线的顺利运营，公司决定在地窝堡修建航空飞行站、候机室、汽车库、仓库、油库、招待所、浴室等建筑及设施，其中作为候机综合用房的乌鲁木齐航空站于1939年10月正式动工修建。乌鲁木齐航空站由苏联工程师西拉耶夫主持，中国襄理刘唐领协助指导。最终建筑于1940年修建完成。此后乌鲁木齐航空站长期作为乌鲁木齐地窝堡机场的候机室、调度指挥室、办公室等所在地。乌鲁木齐航空站作为乌鲁木齐最早建设的航空站，曾数次接待包括周恩来、朱德、贺龙、赛福鼎·艾则孜等党和国家领导人及多国来宾。
随着新的航站楼的启用，继而机场被扩建为乌鲁木齐地窝堡国际机场，乌鲁木齐航空站建筑开始另作他用：建筑长期作为民航急救中心办公室，直至2017年10月，新疆机场历史陈列馆开始筹建。新疆机场（集团）有限责任公司党委书记、董事长张军和新疆机场（集团）有限责任公司总经理、乌鲁木齐市副市长马伊磊任新疆机场历史陈列馆建设委员会主任兼总策划。新疆机场历史陈列馆于2019年6月30日首次对外开放，首日参观人数超过400人。

## 建筑特色

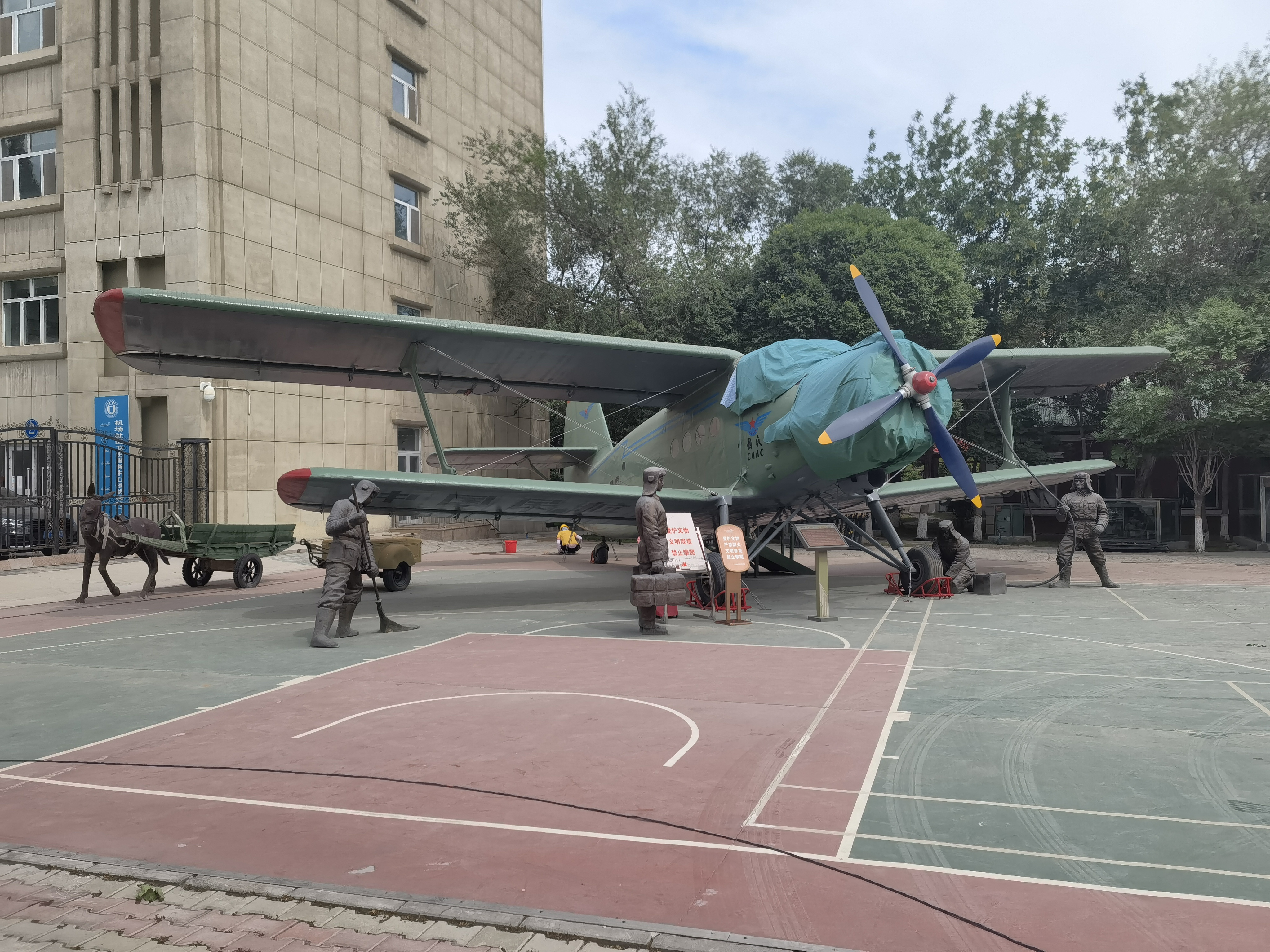
新疆机场历史陈列馆停放的运-5运输机

乌鲁木齐航空站位于中华人民共和国新疆维吾尔自治区乌鲁木齐市新市区乌鲁木齐地窝堡国际机场附近。建筑是坐西朝东的二层砖木结构建筑，其地基采用砖石构成，风格存在苏式建筑特色，建筑面积近567平方米。建筑平面左右对称，其内廊布局规整、通道宽敞。中间主楼为二层，屋顶为两坡屋顶。其一层为大厅，并连接空侧和陆侧。南北两侧配楼仅一层，采用三坡面铁皮屋顶。设计之初南侧配楼为登机手续办理处、办公室等，北侧配楼有候机室、小卖部等设施。调度指挥室、值机室等位于主楼二层。航空站原三层有塔台，现已拆除。
建筑主体和布局保存较为完好，不过因为使用需求，对内外墙面等进行过装修。航空站建筑檐部、墙身、勒角构成了航空站立面的三段式结构。墙壁较厚，四壁嵌有双层玻璃窗户。外墙面为红色，铁皮屋顶为绿色。窗户原为白色木窗，后改为塑钢材质。其正门为内嵌式套门构造，配楼开有旁门。在空侧和路侧大门上嵌有繁体汉字和维吾尔文“乌鲁木齐航空站”。空侧一面有具有目视指挥功能的悬挑阳台。建筑内部原为松木地板，后改为大理石材质。屋内有火墙、铁皮火炉、烟囱等冬季取暖设施。
建造之初，航空站楼前有交通环岛，面向机坪一侧有花园。航空站与机务维修车间并行设置。

## 陈列
新疆机场历史陈列馆的陈列展示了新疆民航、机场集团的发展历程。陈列馆分为室内和室外两个展区。其中室内展区展出有1300张图片、2500多件实物、4万多字文字资料、20多处影像展示、100余个视频资料、1处微缩景观。室外展区展示了新疆民航早期飞机以及发动机、元器件等。其中展出实物是几代新疆民航人和社会各界人士捐赠得来。

## 保护评级

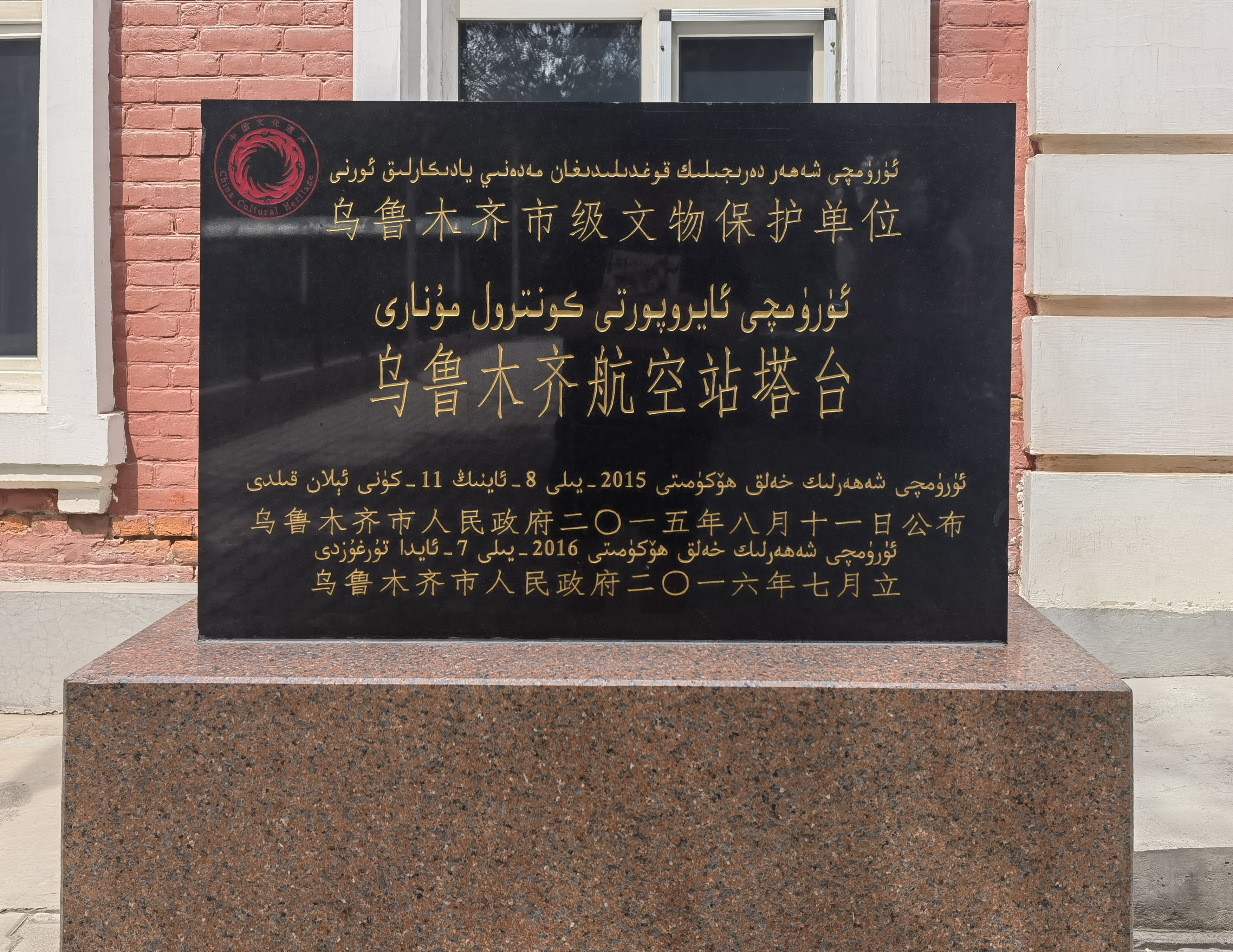
乌鲁木齐航空站塔台文保碑

2004年，在第二批乌鲁木齐市历史文化建筑调查中，乌鲁木齐航空站被记录。2005年10月，被列为“乌鲁木齐近现代优秀建筑”。2009年，第三次全国文物普查中，乌鲁木齐市文物普查队对乌鲁木齐航空站调查并建档。2015年9月，乌鲁木齐航空站以“乌鲁木齐航空站塔台”的名义被列为第六批乌鲁木齐市文物保护单位。
新疆机场历史陈列馆被新疆维吾尔自治区总工会和新疆生产建设兵团总工会授予“新时代职工教育基地”称号。2022年5月，新疆机场历史陈列馆被列为首批新疆维吾尔自治区特色博物馆名单。